# Monte Carlo Rally
Monte Carlo Rally (officielt Rallye Automobile Monte Carlo) er et rallyløb, som afholdes hvert år af Automobile Club de Monaco, som også afholder F1 Monacos Grand Prix og Monaco Kart Cup. Løbet køres ved den Franske riviera i Monaco og i det sydøstlige Frankrig.

## Vindere af Monte Carlo Rally
(Kun fører og navigatør samt køretøj er medtaget i listen)

### 1911-1929
- 1911 – Henri Rougier – (Turcat-Mery)
- 1912 – Jules Beutler – (Berliet)
- 1913-1923 – Aflyst pga krigen
- 1924 – Jacques Edouard Ledure – (Bignan)
- 1925 – François Repusseau – (Renault)
- 1926 – Victor A. Bruce – (Autocarrier)
- 1927 – Lefebvre/Despaux – (Amilcar)
- 1928 – Jacques Bignan – (Fiat)
- 1929 – Sprenger van Euk – (Graham-Paige)*

### 1930-1949
- 1930 – Hector Petit – (Licorne)
- 1931 – Donald Healey – (Invicta)
- 1932 – M Vaselle/ – (Hotchkiss) + G. de Lavelette/C. de Cortanze – (Peugeot)
- 1933 – M Vaselle – (Hotchkiss)
- 1934 – Gas/Trevoux – (Hotchkiss)
- 1935 – Christian Lahaye / R. Quatresous – (Renault)
- 1936 – L. Samfirescu / P.G. Cristea – (Ford)
- 1937 – René Lebègue / Julio Quinlin – (Delahaye 135)
- 1938 – G. Baker Schut/Karelton – (Ford)
- 1939 – Jean Trevoux / Marcel Lesurque- (Hotchkiss)
- 1940-1948 – Aflyst pga krigen
- 1949 – Jean Trevoux / Marcel Lesurque – (Hotchkiss)

### 1950-1969
- 1950 – Marcel Becquart / H. Secret- (Hotchkiss)
- 1951 – Jean Trevoux / Roger Crovetto- (Delahaye)
- 1952 – Sydney Allard / George Warburton – (Allard P1)
- 1952 – Coupe des Dames – Greta Molander/? – (Saab 92)
- 1953 – Maurice Gatsonides / Peter Worledge – (Ford Zephyr)
- 1954 – Louis Chiron / Ciro Basadonna – (Lancia Aurelia GT)
- 1955 – Per Malling / Gunnar Fadum – (Sunbeam Talbot)
- 1956 – Ronnie Adams/Frank Biggar – (Jaguar Mk VII)
- 1957 – Aflyst
- 1958 – Guy Monraisse/Jacques Feret – (Renault)
- 1959 – Paul Coltelloni / Pierre Alexandre – (Citroën ID)
- 1960 – Walter Schock / Rolf Moll – (Mercedes 220SE)
- 1961 – Maurice Martin / Roger Bateau – (Panhard PL17)
- 1962 – Erik Carlsson / Gunnar Häggbom – (Saab 96 #303)
- 1963 – Erik Carlsson / Gunnar Palm – (Saab 96 #283[1])
- 1964 – Paddy Hopkirk / Henry Liddon – (Mini Cooper S)
- 1965 – Timo Mäkinen / Paul Easter – (Mini Cooper S)
- 1965 – Coup des Dames – Pat Moss / Ann Wisdom – (Saab 96)
- 1966 – Pauli Toivonen / Ensio Mikander – (Citroën ID)
- 1967 – Rauno Aaltonen / Henry Liddon – (Mini Cooper S)
- 1968 – Vic Elford / David Stone – (Porsche 911T)
- 1969 – Björn Waldegård / Lars Helmer – (Porsche 911S)

### 1970-1989
- 1970 – Björn Waldegård/Lars Helmer – (Porsche 911S)
- 1971 – Ove Andersson/David Stone – (Alpine A110)
- 1972 – Sandro Munari/Mario Manucci – (Lancia Fulvia 1.6HF)
- 1973 – Jean-Claude Andruet/Michele Petit ("Biche") – (Alpine A110)
- 1974 – Aflyst
- 1975 – Sandro Munari/Mario Manucci – (Lancia Stratos HF)
- 1976 – Sandro Munari/Mario Manucci – (Lancia Stratos HF)
- 1977 – Sandro Munari/Silvio Maiga – (Lancia Stratos HF)
- 1978 – Jean-Pierre Nicolas/Vincent Laverne – (Porsche 911 Carrera)
- 1979 – Bernard Darniche/Alain Mahe – (Lancia Stratos HF)
- 1980 – Walter Röhrl/Christian Geistdorfer – (Fiat 131 Abarth)
- 1981 – Jean Ragnotti/Jean-Marc Andrie – (Renault 5 Turbo)
- 1982 – Walter Röhrl/Christian Geistdorfer – (Opel Ascona 400)
- 1983 – Walter Röhrl/Christian Geistdorfer – (Lancia Rally 037)
- 1984 – Walter Röhrl/Christian Geistdorfer – (Audi Quattro)
- 1985 – Ari Vatanen/Terry Harryman – (Peugeot 205T16)
- 1986 – Henri Toivonen/Sergio Cresto – (Lancia Delta S4)
- 1987 – Miki Biasion/Tiziano Siviero – (Lancia Delta HF 4x4)
- 1988 – Bruno Saby/Jean-Franþois Fauchille – (Lancia Delta HF 4x4)
- 1989 – Miki Biasion/Tiziano Siviero – (Lancia Delta HF Integrale)

### 1990-2008
- 1990 – Didier Auriol/Bernard Occelli – (Lancia Delta HF Integrale)
- 1991 – Carlos Sainz/Luis Moya – (Toyota Celica GT4)
- 1992 – Didier Auriol/Bernard Occelli – (Lancia Delta HF Integrale)
- 1993 – Didier Auriol/Bernard Occelli – (Toyota Celica Turbo 4WD)
- 1994 – Francois Delecour/Daniel Grataloup – (Ford Escort RS Cosworth)
- 1995 – Carlos Sainz/Luis Moya – (Subaru Impreza 555)
- 1996 – Patrick Bernardini/Bernard Occelli – (Ford Escort RS Cosworth)
- 1997 – Piero Liatti/Fabrizia Pons – (Subaru Impreza WRC97)
- 1998 – Carlos Sainz/Luis Moya – (Toyota Corolla WRC)
- 1999 – Tommi Mäkinen/Risto Mannisenmäki – (Mitsubishi Lancer Evo)
- 2000 – Tommi Mäkinen/Risto Mannisenmäki – (Mitsubishi Lancer Evo)
- 2001 – Tommi Mäkinen/Risto Mannisenmäki – (Mitsubishi Lancer Evo)
- 2002 – Tommi Mäkinen/Risto Mannisenmäki – (Subaru Impreza WRC)
- 2003 – Sébastien Loeb/Daniel Elena – (Citroën Xsara WRC)
- 2004 – Sébastien Loeb/Daniel Elena – (Citroën Xsara WRC)
- 2005 – Sébastien Loeb/Daniel Elena – (Citroën Xsara WRC)
- 2006 – Marcus Grönholm/Timo Rautiainen – (Ford Focus)
- 2007 – Sébastien Loeb/Daniel Elena – (Citroën C4 WRC)
- 2008 – Sébastien Loeb/Daniel Elena – (Citroën C4 WRC)
- 2009 – Sébastien Ogier/Julien Ingrassia – (Peugeot 207 S2000)
- 2010 –